# Charles Onana
Pour les articles homonymes, voir Onana.
Charles Onana (né le 18 février 1964) est un politologue, journaliste d'enquête, essayiste et éditeur franco-camerounais. Il se fait connaître par ses écrits controversés concernant le génocide des Tutsis au Rwanda. Il est condamné en décembre 2024 pour « complicité de contestation publique de l’existence d’un crime contre l’humanité ».

## Biographie

### Enfance et formation
Charles Onana est né le 18 février 1964. Il est originaire du Cameroun.
Diplômé de la Sorbonne, il obtient en 2017, le titre de docteur en science politique de l'université Jean-Moulin-Lyon-III avec une thèse de doctorat intitulée Rwanda : l'opération turquoise et la controverse médiatique (1994-2014). Analyse des enquêtes journalistiques, des documents secret-défense et de la stratégie militaire dirigée par Jean-Paul Joubert. Selon l'historienne Hélène Dumas, la soutenance de cette thèse s'est faite dans des conditions qui ne correspondent pas aux usages académiques.

## Génocide des Tutsi et guerres dans la région des Grands lacs
Depuis 2002, Charles Onana a publié plusieurs livres sur la région des Grands Lacs et les drames qui l'ont traversée.
Les publications des années 2002 à 2005 sont reliées, selon l'historien Jean-Pierre Chrétien, à des rencontres organisées sous les auspices du Sénat ou du Centre d'accueil de la presse étrangère et marquées par la présence d'acteurs ayant en commun d'attribuer la responsabilité du génocide et des guerres au FPR et à Paul Kagame ainsi qu'au gouvernement des États-Unis.
Il met en doute la qualification de génocide et accuse Paul Kagame, président du Rwanda, d'avoir en 1994 « organisé le massacre des Tutsi et des Hutu résidant au Rwanda ». Son argumentation se fonde sur l'hypothèse que Kagame aurait diligenté l'attentat du 6 avril 1994 contre l'avion Falcon 50 du président Juvénal Habyarimana.
Dans leur ouvrage Les secrets du génocide rwandais, Charles Onana et Déo Mushayidi désignent en 2002 Paul Kagame comme le probable organisateur de l’attentat du 6 avril 1994 dans lequel le président rwandais, Juvénal Habyarimana et le président burundais, Cyprien Ntaryamira sont tués et qui marque le début du génocide, une thèse qui a perdu depuis beaucoup de crédit. Selon René Lemarchand, chercheur en sciences politiques, l'ouvrage révèle peu de secrets et comporte beaucoup de biais.
En 2004, le journaliste Christophe Ayad publie dans Libération un article où il présente Charles Onana et l'essayiste québécois Robin Philpot comme des « auteurs négationnistes » alors qu'ils étaient invités à participer à un colloque international sur le Rwanda à l'université de la Sorbonne. Les deux auteurs intentent une poursuite en diffamation contre Libération. Ils sont déboutés devant le Tribunal correctionnel et en appel.
Charles Onana dirige en 2005 un colloque intitulé « Silence sur un attentat : le scandale du génocide rwandais » (Actes du colloque, avril 2005, Paris, Éditions Duboiris). Poursuivant son enquête sur le Tribunal pénal international pour le Rwanda, il publie le premier livre sur cette juridiction dans lequel il mentionne les confidences que lui a faites le procureur Carla Del Ponte.
Son essai Ces tueurs tutsi au cœur de la tragédie congolaise publié en 2009, est cité par Hélène Dumas, historienne spécialiste du génocide, dans un article qui relève la reprise par Charles Onana des accusations racistes sur les femmes tutsi et son accréditation d'un supposé « Plan de conquête de l’Afrique des Grands Lacs », un faux qui circulait déjà en 1962.
Charles Onana publie, en 2019, l'ouvrage Rwanda, la vérité sur l'opération Turquoise dans lequel il déclare : « la thèse conspirationniste d’un régime hutu ayant planifié un “génocide” au Rwanda constitue l’une des plus grandes escroqueries du XXe siècle »,. Dans un article pour la Fondation Jean Jaurès, l'universitaire Serge Dupuis estime que l'ouvrage est une « investigation menée exclusivement à décharge », très peu étayée par des sources, et dont l'objectif est « la mise au pilori du FPR ».
Il intervient à l'occasion d'un colloque international qui se tient au Sénat français le 9 mars 2020 sur les « 60 ans d’instabilité dans l’Afrique des Grands Lacs » afin de dénoncer les accusations visant l'opération Turquoise au Rwanda, les crimes perpétrés par le Front patriotique rwandais (FPR) pendant et après le génocide des Tutsi, ainsi que l'inertie de l'ONU faisant suite au refus du FPR de toute intervention humanitaire au Rwanda en 1994. La tenue de ce colloque est contestée par certaines personnes et organisations car plusieurs participants sont considérés comme « négationnistes »,.

## Affaires judiciaires
Charles Onana est poursuivi en France pour contestation de crime contre l'humanité après le dépôt d'une plainte par la Ligue internationale contre le racisme et l'antisémitisme (Licra) pour avoir nié l'existence du génocide tutsi en 2019 au cours d'une interview télévisée à propos de son livre Rwanda, la vérité sur l'opération Turquoise,.
Selon l'association Survie, il est mis en examen en janvier 2022 à la suite d'une plainte déposée en 2020 par Survie, la FIDH et la Ligue des droits de l'homme pour contestation de crime de génocide dans son ouvrage Rwanda, la vérité sur l'opération Turquoise en référence à l'article 24 de la loi sur la liberté de la presse. Il est jugé en octobre 2024. Il est condamné le 9 décembre 2024 pour « complicité de contestation publique de l’existence d’un crime contre l’humanité ». Il est condamné à une amende de 8 400 € et à payer 11 000 € aux parties civiles.
Condamnés, les deux prévenus ont immédiatement fait appel,.
La raison d'être du procès est contestée par deux prix Nobel de la paix, le docteur Denis Mukwege et Adolfo Pérez Esquivel, qui s'indignent face à l'impunité des crimes commis en république démocratique du Congo par le régime rwandais et dénoncés par l'auteur Charles Onana,.
Le 4 octobre 2024, Charles Onana dépose plainte contre l'actuel chef d'État rwandais, Paul Kagame, devant le procureur de la République de Paris à la suite des « menaces publiquement prononcées » à son encontre.

## Autres publications et activités
Charles Onana est gérant des éditions Duboiris, maison d'édition qui a publié la plupart de ses livres.
Il y a publié des ouvrages sur le rôle et l'action des soldats africains pendant la Seconde Guerre mondiale, sur René Maran, ami de François Mauriac et premier prix Goncourt noir, sur Joséphine Baker et son engagement dans le contre-espionnage pour le compte du général de Gaulle dès 1940, sur l'enlèvement opéré au Tchad de 103 mineurs et l'implication de l'association L'Arche de Zoé (ouvrage écrit avec le député tchadien Ngarlejy Yorongar), sur la chute du président Laurent Gbagbo en Côte d'Ivoire, sur les relations diplomatiques entre la France, Israël et l'OLP durant le mandat de l'ancien président de la République française François Mitterrand, et sur Jean-Bedel Bokassa.

## Ouvrages
- Bokassa : ascension et chute d'un empereur (1921-1996) : une enquête qui dévoile la face cachée du pouvoir sous Giscard et Mitterrand, Éditions Duboiris (sic), 1998  (ISBN 978-2-9513159-0-7)
- Les Secrets du génocide rwandais : enquête sur les mystères d'un président (avec Déo Mushayidi), Duboiris, 2002
- Enquêtes interdites, Duboiris, 2002
- La France et ses tirailleurs, Duboiris, 2003
- Les Secrets de la justice internationale: enquêtes truquées sur le génocide rwandais (préface de Pierre Péan), Duboiris, 2005
- Silence sur un attentat, Duboiris, 2005
- L'Édition menacée : Livre blanc sur l'édition indépendante (préface de Gilles Perrault), Duboiris, 2006
- Pourquoi la France brûle, la racaille parle, Duboiris, 2006
- Joséphine Baker contre Hitler : La star noire de la France, Duboiris, 2006
- Noirs Blancs Beurs 1940-1945 : Libérateurs de la France (préface de Richard Bohringer), Duboiris, 2006
- Une vie de Lion (avec Roger Milla, préface de Pelé, postface de Sepp Blatter), Duboiris, 2006
- Un racisme français : Le communautarisme blanc menace la République (avec Frédérique Mouzer et Kofi Yamgnane), Duboiris, 2007
- René Maran : Le premier Goncourt noir 1887-1960 (préface de Serge Patient et Barcha Bauer), Duboiris, 2007
- Les voyous de l'arche de Zoé : enquête sur un kidnapping d'enfants, Duboiris, 2008
- Ces tueurs tutsi au cœur de la tragédie congolaise  (préface de Cynthia McKinney), Duboiris, 2009
- Al-Bashir & Darfour : la contre-enquête, Duboiris, 2010
- Côte d'Ivoire : le coup d'État, Duboiris, 2011 (préface de Thabo Mbeki).
- Europe, Crimes et Censure au Congo, Duboiris, 2012
- France-Côte d'Ivoire : la Rupture, Duboiris, 2013
- La France dans la terreur rwandaise, Duboiris, 2014
- Palestine, le malaise français, Duboiris 2015
- Pierre-Yves Rougeyron (dir.)[33], Pourquoi combattre ?, Éditions Perspectives Libres, Paris, Janvier 2019, 991 pages,  (ISBN 979-1090742-482).
- Rwanda, la vérité sur l'opération Turquoise, L'Artilleur, 2019  (ISBN 978-2810009176)
- Bokassa : vie et dernières confidences, Éditions Duboiris, 2020
- Enquêtes sur un attentat - Rwanda 6 avril 1994 (préface d'Adolfo Pérez Esquivel), L'Artilleur, 2021
- Holocauste au Congo : L'omerta de la communauté internationale (préface de Charles Millon), L'Artilleur, 2023
- Quand l'Afrique bascule, L'Artilleur, 2025  (ISBN 2810012458)